# Magnetospheric Multiscale Mission
Magnetospheric Multiscale Mission (або MMS) — місія НАСА, в межах якої було запущено чотири ідентичних космічних апарати, що повинні створити тривимірну карту процесу, відомого як магнітне перез'єднання.
Місія MMS повинна забезпечити детальні відомості про механізми процесу магнітного перез'єднання, що здатен прискорювати частиці майже до швидкості світла. Американські вчені на базі проведених досліджень планують створити ідеальний термоядерний реактор. Після успішного завершення місії подібне дослідження можливо буде реалізувати на Венері.

## Історія
Запуск місії відбувся 13 березня 2015 о 02 год. 44 за UTC.